# Sergio Nigri
Sergio Nigri (Bisceglie, 10 gennaio 1804 – Bisceglie, 20 novembre 1839) è stato un compositore e flautista italiano.

## Biografia
Sergio Nigri sin da fanciullo mostrò talento nel suonare il flauto. Studiò a Napoli presso il Conservatorio di San Pietro a Majella.
All'età di quattordici anni fu primo flauto nel Teatro Nuovo di Napoli, e, successivamente venne iscritto fra i professori della Cappella Palatina e socio della Filarmonica.  Nel 1815 suonò come primo flauto nell'Orchestra Massima del Teatro di San Carlo.
Compose molti balli, sinfonie, notturni, variazioni e melodie. Fra queste ultime è da annoverarsi la collezione "Primavera Musicale".
Nel 1837, all'età di trentatré anni, fu colpito da una malattia che lo costrinse a tornare nella sua città natìa. Qui, dopo un lungo periodo di agonia, si spense il 20 novembre del 1839.
Il suo corpo fu tumulato nella chiesa di San Domenico di Bisceglie.
In suo onore si svolge a Bisceglie l'omonima manifestazione dedicata alla sua memoria.

## Composizioni

### Per flauto
- Dell'Alme generose, variazione tratta dall'Opera “Elisabetta d'Inghilterra” di Gioacchino Rossini;
- L'ombra di Tzin-Ven
- Nel ballo la fata Urgella
- Ah, non fia mai sempre odiato, tema tratto dal “Pirata” di Vincenzo Bellini

### Per flauti e pianoforte
- Primavera Musicale